# Nitrianske Hrnčiarovce
Nitrianske Hrnčiarovce es un municipio del distrito de Nitra en la región de Nitra, Eslovaquia, con una población estimada a final del año 2024 de 2412 habitantes.
Se encuentra ubicado en el centro-oeste de la región, en el valle del río Nitra (cuenca hidrográfica del Danubio) y cerca de la frontera con la región de Trnava.

## Demografía
| Año        | 1994 | 2004     | 2014    | 2024     |
| ---------- | ---- | -------- | ------- | -------- |
| Población  | 1578 | 1818     | 1995    | 2412     |
| Diferencia |      | +15,20 % | +9,73 % | +20,90 % |

| Año        | 2023 | 2024    |
| ---------- | ---- | ------- |
| Población  | 2393 | 2412    |
| Diferencia |      | +0,79 % |